# Таджицький національний університет
Таджицький національний університет (тадж. Донишгохи Миллии Университет) — національний університет, провідний заклад вищої освіти Таджикистану, розташований у столиці держави місті Душанбе.
Ректор вишу — Саїдов Нуриддін Саїдович.

## З історії та сьогодення університету
Університет у Таджицькій РСР, перший у республіці, був створений згідно з Постановою Ради Міністрів СРСР від 21 березня 1947 року як Таджицький державний університет ім. В. І. Ленина.
Заклад освіти розпочав свою роботу 1 вересня 1948 року.
Від 1997 року виш називався Таджицький Державний Національний Університет, а 2008 року дістав свою сучасну назву — Таджицький національний університет.
Нині (2000-ні) до структури університету входять 15 факультетів, видавництво, наукова бібліотека, ботанічний сад.
У Таджицькому національному університеті здійснюється підготовка фахівців за понад 50 спеціальностями.
Станом на 2008 рік в університеті навчалося близько 18 тисяч студентів, викладацький корпус нараховував 1200 осіб.